# Comté de Cheatham
Pour les articles homonymes, voir Cheatham.
Le comté de Cheatham est un comté de l'État du Tennessee, aux États-Unis, fondé en 1856.